# Лебедев, Пётр Сергеевич
Пётр Сергеевич Лебедев  —  генерал-майор Советской Армии, танкист, участник Советско-финляндской и Великой Отечественной войн. Воевал на Ленинградском фронте до самого снятия блокады Ленинграда. На 3-м Белорусском фронте участвовал в освобождении Орши, Минска, Гродно, городов Польши и Прибалтики. Участвовал в штурме Кёнигсберга. Имеет боевые ордена и медали, среди которых четыре ордена Красной Звезды, Орден Отечественной войны I степени, Орден Красного знамени, медаль «За оборону Ленинграда», медаль «За взятие Кёнигсберга». Делегат XXII съезда КПСС.

## Биография
Родился 26 июня 1917 года в Ленинграде. В Вооружённых Силах СССР с 1939 года. Окончил c отличием Военную академию бронетанковых войск (1955) и Военную академия Генерального штаба Вооружённых Сил СССР (1960).
Участник Советско-финляндской и Великой Отечественной войн. На фронтах Отечественной войны — с июля 1941 года, воевал на Ленинградском и 3-м Белорусском фронтах. Прошёл на войне должности от лейтенанта до командира танкового полка.  На Ленинградском фронте участвовал в боях под Колпино, Красным бором, Пушкиным. Трижды форсировал Неву в районе Невского пятачка  между 8-й ГЭС и Арбузовым, где шли тяжелые кровопролитные бои. Воевал начальником штаба 49-го отдельного гвардейского тяжелого танкового полка прорыва, начальником штаба 204 и 260 отдельных танковых полков, которые наступали в направлении Пулково, Красное село, Гатчина, Волосово, Кингисепп. В июне 1943 года Петр Лебедев награжден медалью «За оборону Ленинграда».
После снятия блокады Ленинграда в январе 1944 года воевал на 3-м Белорусском фронте начальником штаба 926-го легкого самоходно-артиллерийского Оршанского Краснознаменного ордена Александра Невского полка. За личные подвиги в боях за Оршу, Минск, Гродно Петр Лебедев награжден Орденом Красного Знамени (Фронтовой приказ № 134 от 04.08.1944). В наградном листе сделана запись: «В период прорыва переднего края и в боях за Орша, Минск, Гродно организовал четкое взаимодействие между подразделениями полка, стрелковыми частями и взаимодействующей артиллерией. Неоднократно увязка вопросов взаимодействия проводилась непосредственно на поле боя под огнем противника. В боях за Гродно 18.7.44 г., когда полк форсировал реку Неман в районе д.Зорица, т. Лебедев несмотря на сильное воздействие артиллерии и авиации противника лично руководил и разведал переправу и обеспечил форсирование полком реки Неман. 31.7.44 в боях за освобождение Гибы лично руководил действиями батареи,  непосредственно в боевых порядках увязал вопросы взаимодействия с 673 СП,  и под огнем противника разведал места засад  на вероятных направлениях контратак танков противника».
С сентября 1944 года Петр Лебедев в звании подполковника был начальником штаба 3-го отдельного учебного танкового ордена Красной Звезды полка. В апреле 1945 года его полк участвует в боях за взятие Кенигсберга. Указом Президиума ВС СССР от 17.05.1945 полк награжден орденом Красной Звезды за образцовое выполнение заданий командования в боях с немецкими захватчиками при овладении городом и крепостью Кенигсберг и проявленные при этом доблесть и мужество. Петр Лебедев награжден медалью «За взятие Кёнигсберга» Указом Президиума Верховного Совета СССР от 9 июня 1945 года.
После войны Петр Лебедев занимал посты командира танкового полка, командира танковой дивизии, члена Военного совета в Группе советских войск в Германии (1960-1962). Был первым заместителем командующего 7-й гвардейской армией Закавказского военного округа (штаб в Ереване, 1963-1967), первым заместителем командующего Приволжским военным округом (1970-1973).
Умер 25 сентября 1997 года в Москве. Прах захоронен в колумбарии на Ваганьковском кладбище.

## Награды
- Орден Отечественной войны I степени(03.08.1944) Номер ордена: 71281
- Орден Красного знамени (04.09.1944) Номер ордена: 117450
- четыре ордена Красной Звезды (20.02.1945, 28.02.1945, 05.11.1954, 22.02.1967) Номера орденов: 585453, 1023828, 3262225, 3583680
- Медаль «За оборону Ленинграда» (05.06.1943)
- Медаль «За взятие Кёнигсберга» (09.06.1945)
- Медаль «За боевые заслуги» (20.06.1949)
- Медаль «За победу над Германией» (09.05.1945) Указ Президиума Верховного Совета СССР от 9 мая 1945 года